# 摩氏合鰭躄魚
摩氏合鰭躄魚，為輻鰭魚綱鮟鱇目躄魚亞目臂鈎躄魚科的其中一種，分布於澳洲海域，棲息深度105-150公尺，體長可達4.5公分，棲息在底層水域，生活習性不明。